# 国際連合安全保障理事会決議62
国際連合安全保障理事会決議62（こくさいれんごうあんぜんほしょうりじかいけつぎ62、英: United Nations Security Council Resolution 62, UNSCR62）は、1948年11月16日に国際連合安全保障理事会で全会一致で採択された決議。パレスチナでの停戦について休戦を確立しようとするもの。

## 概要
この決議では、当時の休戦状態（国際連合安全保障理事会決議54）から恒久的な平和への移行を促進するために、パレスチナ全体で休戦することを求めた。
決議は部分的に投票されたため、全体としては投票されなかった。無投票採択である。

## 詳細
以下はその和訳。
安全保障理事会は、
パレスチナにおける休戦の確立と実施に関するこれまでの決議を再確認し、特に、パレスチナの状況が国際連合憲章第39条の意味における平和への脅威を構成していると判断した1948年7月15日の決議54（1948）を想起し、
総会が1948年4月1日の決議44（1948）における安全保障理事会の要請に応えてパレスチナの将来の政府についての検討を継続していることに留意し、
1948年11月4日の安全保障理事会決議61(1948)の実施に関する調停代行者の行動に影響を与えることなく、
1.パレスチナの平和に対する脅威を除去し、現在の休戦状態からパレスチナの恒久的な平和への移行を促進するために、パレスチナの全部門において休戦状態を確立することを決定する。
2.パレスチナ紛争に直接関与している当事者に対し、憲章第40条に基づく更なる暫定措置として、直接または代行調停人を通じて行われる交渉により、以下を含む休戦協定の即時成立を視野に入れた合意を早急に求めることを要請する。
(a)各当事国の軍隊がこれを越えて移動してはならない恒久的な休戦線を画定すること。
(b)パレスチナの恒久的な平和への移行期間中、休戦の維持を確実にするための両当事者の軍隊の撤退と縮小。